# ويليام ويليس (مستكشف)
ويليام ويليس (بالإنجليزية: William Willis)‏ هو مستكشف أمريكي، ولد في 8 سبتمبر 1893 في هامبورغ في ألمانيا، وتوفي في 21 يوليو 1968 في المحيط الأطلسي.